# Ozodicera (Ozodicera) epicosma
Ozodicera (Ozodicera) epicosma is een tweevleugelige uit de familie langpootmuggen (Tipulidae). De soort komt voor in het Neotropisch gebied.